# EM Strasbourg Business School
EM Strasbourg Business School (École de Management de Strasbourg) je europska poslovna škola s razvedenim kampusom smještenim u Strasbourgu. Osnovana 1919.
Školu je Financial Times 2019. uvrstio na 85. mjesto među europskim poslovnim školama.
Svi programi imaju trostruku akreditaciju međunarodnih udruga AMBA, EPAS, i AACSB. Škola ima istaknute apsolvente u poslovnom svijetu i u politici.

## Vanjske poveznice
- Službena stranica